# Dvojčlen
Dvojčlen nebo binom (lat.) je v algebře součet nebo rozdíl dvou jednoduchých členů (monomů), který se nejčastěji zapisuje v závorkách jako (a + 7), (ax + b), (ax – b) a podobně. Dvojčlen je zvláštní případ mnohočlenu (polynomu) se dvěma členy.

## Aritmetické operace s dvojčleny
Pro dva (lineární) dvojčleny (a1x + b1) a (a2x + b2) platí, že:
- (a1x + b1) + (a2x + b2) = ((a1 + a2)x + (b1 + b2))
- (a1x + b1) – (a2x + b2) = ((a1 – a2)x + (b1 – b2))

- Součin dvojčlenů {\displaystyle (ax+b)} a {\displaystyle (cx+d)} je:

{\displaystyle (ax+b)(cx+d)=acx^{2}+adx+bcx+bd.}
- Dvojčlen {\displaystyle a^{2}-b^{2}} lze rozložit na součin dvou dvojčlenů

{\displaystyle a^{2}-b^{2}=(a+b)(a-b).}

Druhá mocnina dvojčlenu (a + b)^{2}

- Povýšení dvojčlenu na n-tou mocninu, jež se zapíše jako

{\displaystyle (a+b)^{n}},
lze rozvinout pomocí binomické věty, anebo pomocí Pascalova trojúhelníku. V jednoduchém případě dvojčlenu {\displaystyle (p+q)^{2}} se mocnina vypočte jako součet čtverce prvního členu, dvojnásobného součinu obou členů a čtverce druhého členu: {\displaystyle p^{2}+2pq+q^{2}}. Geometrické znázornění je na vedlejším obrázku.
Je to zvláštní případ obecnějšího vzorce: {\displaystyle a^{n+1}-b^{n+1}=(a-b)\sum _{k=0}^{n}a^{k}\,b^{n-k}}.
- Zajímavý příklad je vzorec pro tzv. Pythagorejské trojice: pro m < n nechť platí {\displaystyle a=n^{2}-m^{2}}, {\displaystyle b=2mn} a {\displaystyle c=n^{2}+m^{2}}. Potom platí, že {\displaystyle a^{2}+b^{2}=c^{2}}.